# Taiaroa Head

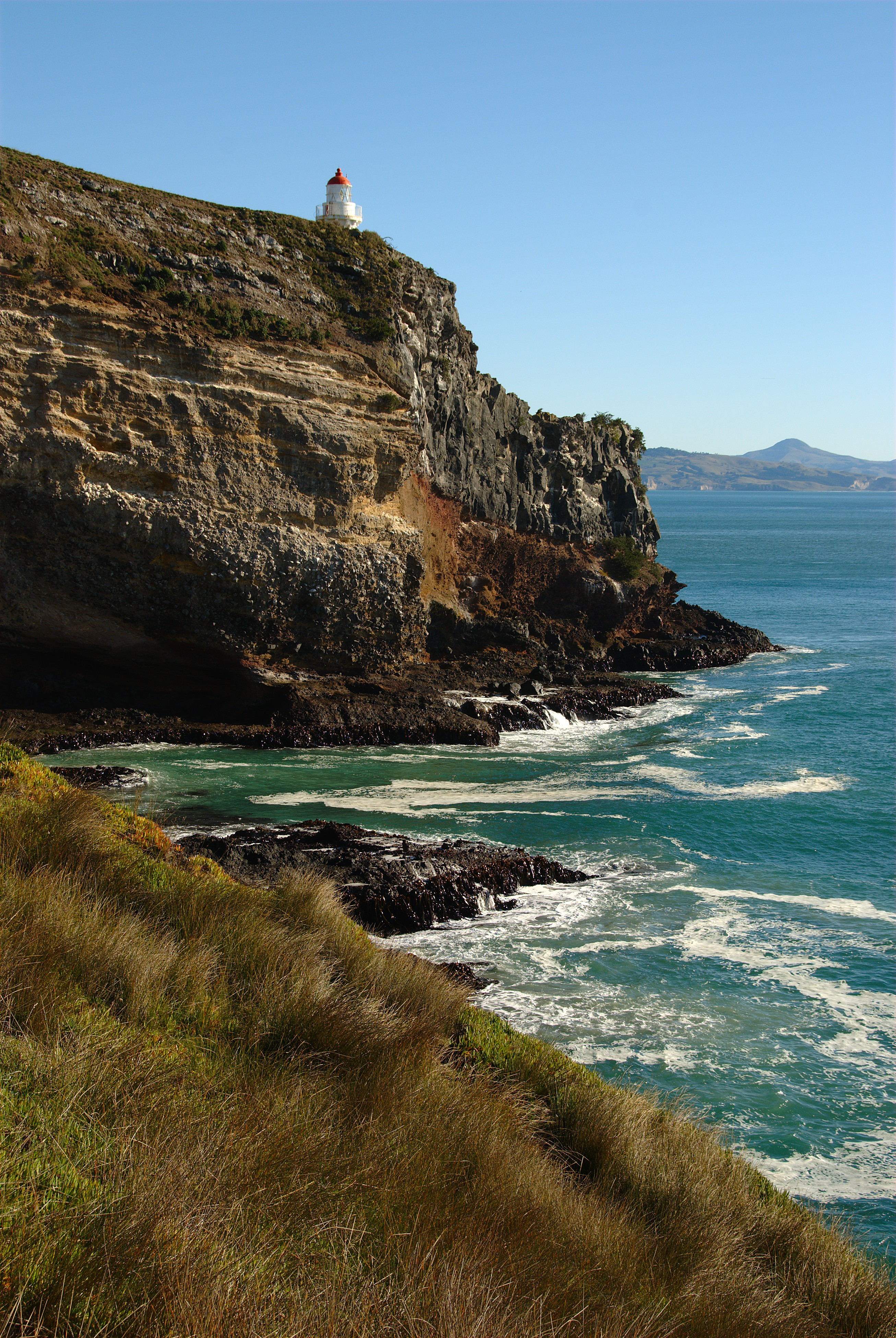
Taiaroa Head

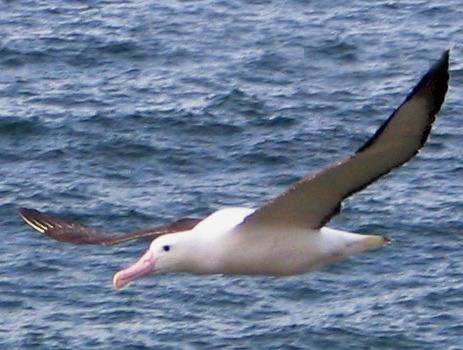
Noordelijke koningsalbatros

Taiaroa Head is een landtong aan het einde van het schiereiland Otago Peninsula op het Zuidereiland in Nieuw-Zeeland.
Het geeft uitzicht op de monding van de Otago Harbour. Het ligt binnen de stadsgrenzen van Dunedin. De dichtstbijzijnde nederzetting, Otakou, ligt drie kilometer naar het zuiden. De kaap is vernoemd naar Te Matenga Taiaroa, een 19e-eeuwse Māori chef van de Ngai Tahu IWI.
Er staat een vuurtoren uit 1864 en er is een kolonie van meer dan 100 Noordelijke koningsalbatrossen. Het eerste albatros ei op Taiaroa Head werd ontdekt in 1919. Dr Lance Richdale zag de albatrossen in 1938. Door het intensieve beheer van de Reserve Rangers is het aantal toegenomen. Er is een bezoekerscentrum het Royal Albatross Center.
Piloten Beach is een klein strand waar pelsrobben en Hooker’s zeehonden zijn. Hier is de grootste kolonie van blauwe pinguïns nog op de Otago Peninsula. Ook zijn er Dusky dolfijnen, orka's en grote walvissen waar te nemen.